# Lac Neall
 (octobre 2016).
Le lac Neall (en anglais : Neall Lake) est un lac américain dans le comté de Tuolumne, en Californie. Il est situé à 2 800 mètres d'altitude au sein de la Yosemite Wilderness, dans le parc national de Yosemite.